# Kazačinsko-Lenskij rajon
Il Kazačinsko-Lenskij rajon (in russo Казачинско-Ленский район?) è un rajon dell'Oblast' di Irkutsk, nella Siberia sud orientale; il capoluogo è Kazačinskoe.

## Storia
La colonizzazione russa risale al XVII secolo, quando arrivarono i cosacchi assieme a contadini e fuggitivi, il primo insediamento, Kanda, venne fondato nel 1739.

## Geografia fisica
Il territorio è composto quasi totalmente da foreste (prevalentemente da pino, picea, abete, cedro, larice), il principale corso d'acqua è che lo attraversa è il Kirenga; sono altresì presenti molti laghi e paludi. Il clima è continentale come in tutta l'oblast', con una temperatura media annuale di -3,7 °C e precipitazioni nevose sino a fine aprile - inizio maggio.

## Fauna
Sono presenti sulla terraferma zibellini, scoiattoli, donnole, ghiottoni, tassi, orsi bruni, linci mentre nei fiumi vanni citati la trota ed il temolo; nei laghi nidificano uccelli come il cigno selvatico, il falco pescatore, l'aquila di mare, la cicogna nera, l'oca collorosso ed il gufo.

## Risorse
L'area dispone di depositi di argilla, sabbia e ghiaia, che vengono sfruttati a fini edilizi, non mancano anche giacimenti di lignite e, stando alle prospezioni, zolfo e pietre semi preziose.

## Economia
La principale attività economica è legata allo sfruttamento della foresta ed alla lavorazione del legname.

## Infrastrutture e trasporti
Il rajon, pur essendo abbastanza distante dai principali centri, possiede una sviluppata rete viaria consistente in più di 1000 km di strada ed è inoltre attraversato dalla BAM (stazione di Ul'kan).